# Aleš Poplatnik
Aleš Poplatnik, slovenski nogometaš, * 25. junij 1987.
Poplatnik je profesionalni nogometaš, ki igra na položaju napadalca. Od leta 2022 je član slovenskega kluba Škofja Loka. Pred tem je igral za slovenske klube Svobodo, Zarico Kranj, Olimpijo, Šenčur in Triglav Kranj ter avstrijske FC Alpe Adria, Kühnsdorf, Ludmannsdorf in Reichenau/Falkert. Skupno je v prvi slovenski ligi odigral 23 tekem in dosegel dva gola, v drugi slovenski ligi pa 64 tekem in 12 golov.
Tudi njegov mlajši brat Matej Poplatnik je nogometaš.